# Acraea oscari
Acraea oscari är en fjärilsart som beskrevs av Rothschild 1902. Acraea oscari ingår i släktet Acraea och familjen praktfjärilar. Inga underarter finns listade i Catalogue of Life.